# Cacostola sulcipennis
Cacostola sulcipennis är en skalbaggsart som beskrevs av Julius Melzer 1934. Cacostola sulcipennis ingår i släktet Cacostola och familjen långhorningar. Inga underarter finns listade.